# Delia pseudoventralis
Delia pseudoventralis är en tvåvingeart som beskrevs av Ackland 2008. Delia pseudoventralis ingår i släktet Delia och familjen blomsterflugor.
Artens utbredningsområde är Kenya. Inga underarter finns listade i Catalogue of Life.